# Szabó Zoltán (szívsebész)
Szabó Zoltán (Sásd, 1929. október 23. – Budapest, 2015. december 6.) Széchenyi-díjas orvos, szívsebész, egyetemi tanár. Az első sikeres magyarországi szívtranszplantáció elvégzője.

## Élete
1929. október 23-án született Sásdon Szabó József falusi körzeti orvos és Bind Ilona gyermekeként. Elemi iskoláit szülőhelyén végezte el. Középiskolai tanulmányait Dombóváron kezdte, de a második világháború miatt Pécsre került, ahol először a Ciszterci Gimnáziumba járt, majd a jezsuitáknál érettségizett le. 1948 és 1954 között a Pécsi Orvostudományi Egyetemen tanult és szerzett diplomát.
1954-ben a pécsi II. számú Sebészeti Klinikán kezdett el dolgozni. 1957 év elejétől Budapesten, a III. számú Sebészeti Klinikán folytatta munkásságát Kudász József professzor munkacsoportjában. Kudászt még ez év márciusában a Városmajor utcai IV. számú Sebészeti Klinika igazgatójává nevezték ki, ahova Szabó Zoltán is követte. Ugyan ebben az évben szerzett általános sebészeti szakképesítést. 1958-ban Gömöry Andrással tanulmányi úton vett részt Csehszlovákiában, Brünnben, ahol Jan Navrátil professzor klinikáján megismerkedtek az Egyesült Államokból kapott szívmotorral, amely nélkülözhetetlen eszköze a nyitott szívműtéteknek. Ez alapján kezdték el megtervezni a magyar szívmotort Gerber Antal mérnök bevonásával. Az eszközt az Irodagép-javító Vállalat kezdte el gyártani és ezzel megnyílt a lehetőség a hazai nyitott szívműtétek végrehajtására. Az első ilyen műtétre 1960-ban került sor. 1961-ben az NDK-ban, Halléban segédkezett Gömöry Andrással az első keletnémet nyitott szívműtétnél. 1964-ben Münchenben tett szakmai útja során a szívritmus-szabályozóról szerzett új tapasztalatokat, mely alapján elkezdődött a hazai pacemakerek fejlesztése, majd azok beültetése. 1969-ben az orvostudományok kandidátusa lett. 1975-ben Kudász József nyugdíjba vonult. Utódja az érsebész Soltész Lajos lett. Szabó Zoltán ebben az időben a szívsebészeti területet vezette. Soltész halála után, 1981-től a Városmajori Klinika igazgatója lett 1992-ig.
1978-ban egyetemi tanárrá nevezték ki és 1979 és 1985 között a Semmelweis Egyetem Orvoskari dékánja, majd három esztendőn át általános rektorhelyettese volt.
1987-ben kezdett hozzá kollégáival a hazai szívátültetés megszervezéséhez. A felkészített csoport 1991 nyarán már készen állt a szívátültetésre. Az első riadó novemberben volt, de a donor szíve végül is nem volt megfelelő az átültetésre. Az első szívátültetésre 1992. január 3-án került sort. Az akkor 29 éves beteg a műtét után családot alapított és két gyermeke született. Schwartz Sándor 56 évesen 2019 novemberében hunyt el.
1992-ben a MOTESZ Magazin alapító főszerkesztője volt. 1992-ben nyugdíjba vonult és 2003-ig a Biotronik Hungária Kft. igazgatója volt. Haláláig a Semmelweis Egyetem emeritus professzora volt.

## Tagságai
- az MTA klinikai-műtéti orvostudományi szakbizottságának (1990-es évek)
- a Magyar Kardiológusok Társasága Tanácsadó testületének (1990-es évek)
- a MOTESZ elnökségének volt tagja (1990-es évek)
- a Magyar Angiológiai Társaság elnöke (1991–1992)
- a Magyar Aneszteziológiai Társaság tiszteletbeli tagja (1989-től)
- a bécsi orvostársaságnak (1991)
- a Skandináv Mellkas, Szív és Érsebészeti Társaság tiszteletbeli tagja (1999)
- az Európai Pacemaker Társaság vezetőségi tagja (1978–1982)
- az európai Ér és Szívsebészeti Társaság tudományos bizottságának (1990–1991)

## Kitüntetései
- Balassa János-emlékérem (1988)
- Jendrassik Ernő-díj
- Honthy Hanna-díj (1992)
- Gábor György-emlékérem (1992)
- Sásd díszpolgára (1994)
- Széchenyi-díj (1997)
- Hazám-díj (2002)

## Művei
1. Pacemaker therapia (1974)
2. Current Problems of Cardiovascular Surgery (1986)
3. A szívátültetés jelenlegi helyzete (1988)
4. Az első hazai szívátültetés tapasztalatai (1992)